# Jean-Charles de Castelbajac

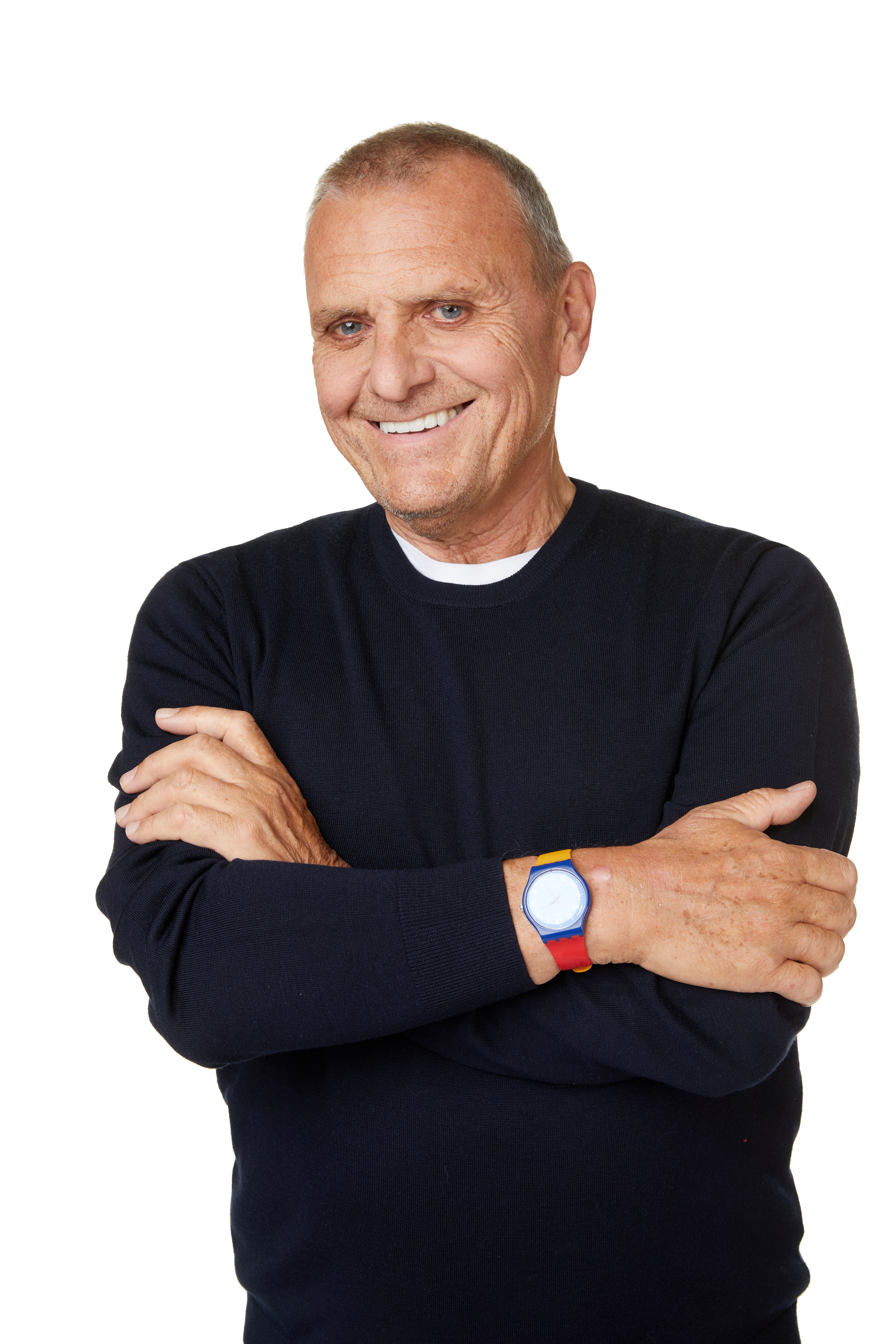
Jean Charles de Castelbajac

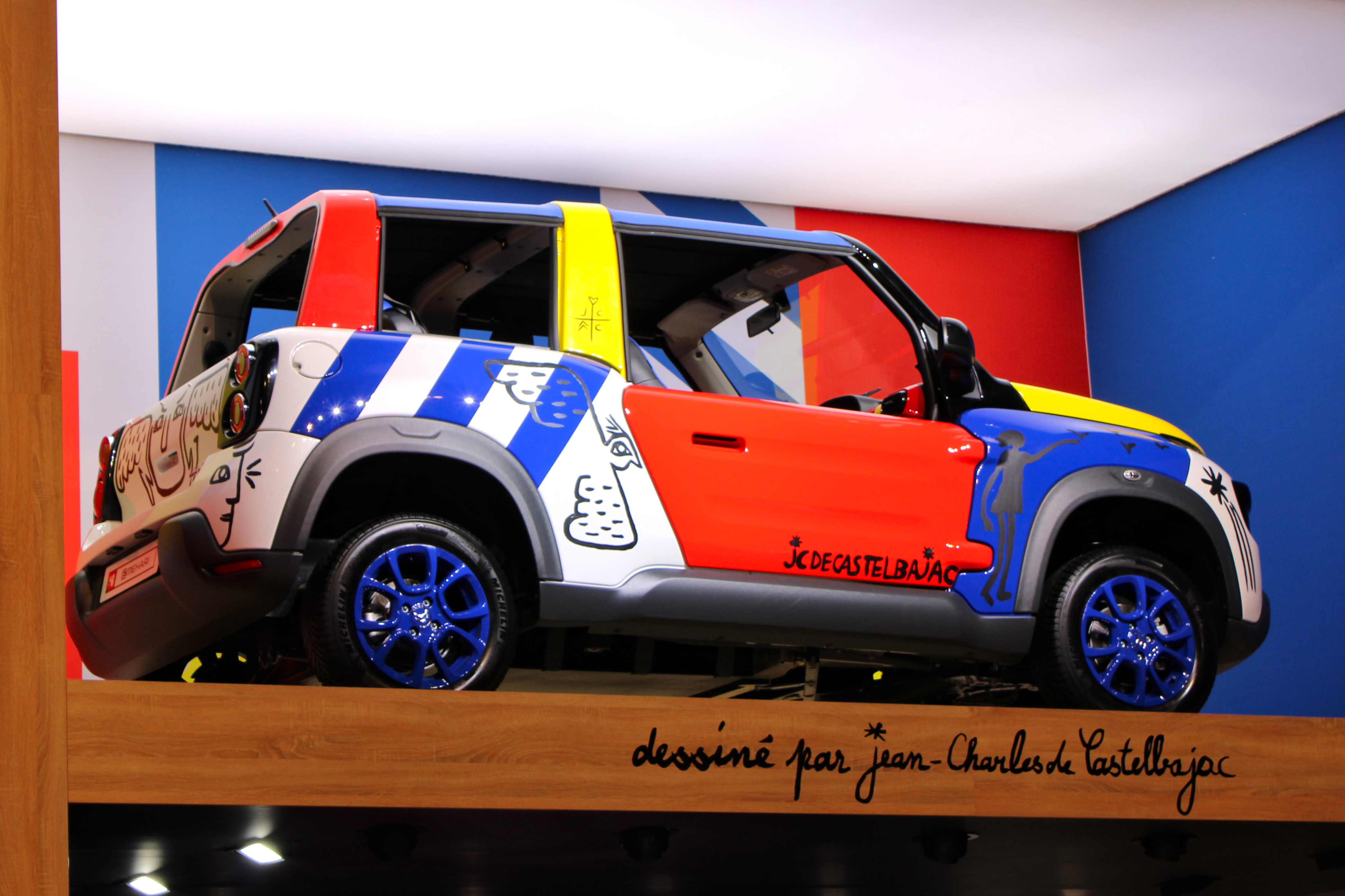
Art Car by Jean-Charles de Castelbajac (Citroën e-Méhari)

Jean-Charles de Castelbajac (* 28. November 1949 in Casablanca) ist ein französischer Mode- und Industriedesigner. Er entstammt dem alten französischen Adelsgeschlecht Castelbajac aus der Gascogne.

## Leben und Werk
Von 1955 bis 1966 war Castelbajac Internatsschüler bei den Oratorianern und den Brüdern von Betharram und begeisterte sich für Militärgeschichte. Bereits im Jahr 1968 entwarf er seine erste Modekollektion für Ko and Co, eine Firma seiner Mutter Jeanne-Blanche de Castelbajac. 1969 hatte er seine erste Modeschau. 1973 schaffte er es auf die Titelseite der Illustrierten Woman’s Wear. Im Jahr 1979 gründete er sein eigenes Modelabel.
1992 wurde Jean Charles de Castelbajac als Professor an die Universität für angewandte Kunst Wien berufen. Im Jahr 1997 gestaltete er die Roben für Papst Johannes Paul II. und 5500 Geistliche für den XII. Weltjugendtag in Paris. Er kreierte Kostüme für den Film Annie Hall von Woody Allen und für Isabelle Adjani in Violette und Francois sowie für Rie Rasmussen in Femme Fatale von Brian De Palma. 2000 präsentierte er seine erste und einzige Haute Couture Kollektion Bellintelligentzia. 2003 entwarf Castelbajac die Kostüme für Sarah Jessica Parker in Sex and the City.
Elton John, Johnny Rotten, Alizée und andere Popstars trugen und tragen seine Entwürfe. Im August 2009 machte Lady Gaga mit einer Jacke aus Kermit-Puppen, dem Frosch aus der Muppet-Show, aus Castelbajacs H/W-Collection 2009 BE POP MA LOLA ! Furore.
De Castelbajac wurde damit beauftragt, die liturgischen Gewänder zur Wiedereröffnung der Kathedrale Notre-Dame de Paris nach dem Brand von 2019 zu entwerfen.

## Ausstellungen  (Auswahl)
Die von ihm entworfene Mode und seine Designkreationen wurden immer wieder ausgestellt:
- 1985: Museum für moderne Kunst, Troyes
- 1986: Fashion Institute of Technology, New York
- 1988: „Antikörper“, Museum für angewandte Kunst, Wien
- 2006: Victoria & Albert Museum, London
- 2007: Retrospektive, 40 Jahre Modedesign, Musée de la mode (Modemuseum), Paris